# Roepera pubescens
Roepera pubescens är en pockenholtsväxtart som först beskrevs av Schinz, och fick sitt nu gällande namn av Beier & Thulin. Roepera pubescens ingår i släktet Roepera och familjen pockenholtsväxter. Inga underarter finns listade i Catalogue of Life.